# Briese (Fluss)
Die Briese ist ein kleiner, nicht schiffbarer Nebenfluss der Havel. Die Briese entspringt auf dem westlichen Barnim im Wandlitzer See und durchfließt danach den Rahmer See und den Lubowsee. Ihr Lauf wird weitgehend von einer Glazialen Rinne vorgegeben. Er führt weiter durch den Briesewald, einen Erlenbruchwald, der früher „Der Briesen“ genannt wurde und dem Fluss seinen Namen gab (slawisch breza = Birke). Hier berührt die Briese auch die erste Ansiedlung, den Wohnplatz Kolonie Briese von Birkenwerder, der mit dem Briesesee als Eingangstor zum Naturschutzgebiet Briesetal ein beliebtes Ausflugsziel ist. Die Briese durchquert dann das Zentrum von Birkenwerder und mündet in der Nähe der westlichen Ortsgrenze zu Hohen Neuendorf in die Havel. Wirtschaftliche Bedeutung hatte der Fluss in der Vergangenheit, als in seiner Umgebung Torf gestochen wurde und er zwischen Zühlsdorf und Birkenwerder-Untermühle drei Wassermühlen antrieb.
Der Oberlauf der Briese ist naturbelassen, und seine Umgebung wird gern von Ausflüglern besucht. Immer wieder sind Biberdämme oder angenagte Bäume als Zeichen der Anwesenheit dieses Tieres aufzufinden.

## Bilder

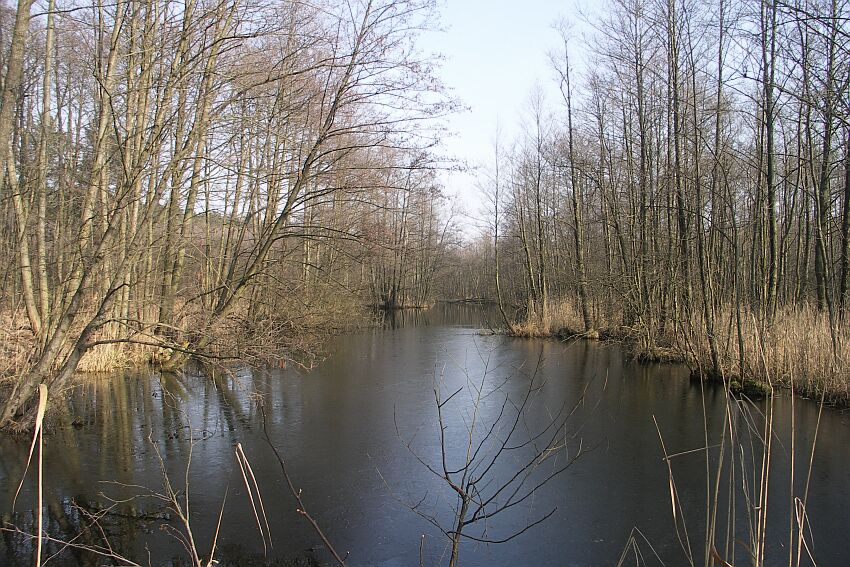
Briese im Februar 2007
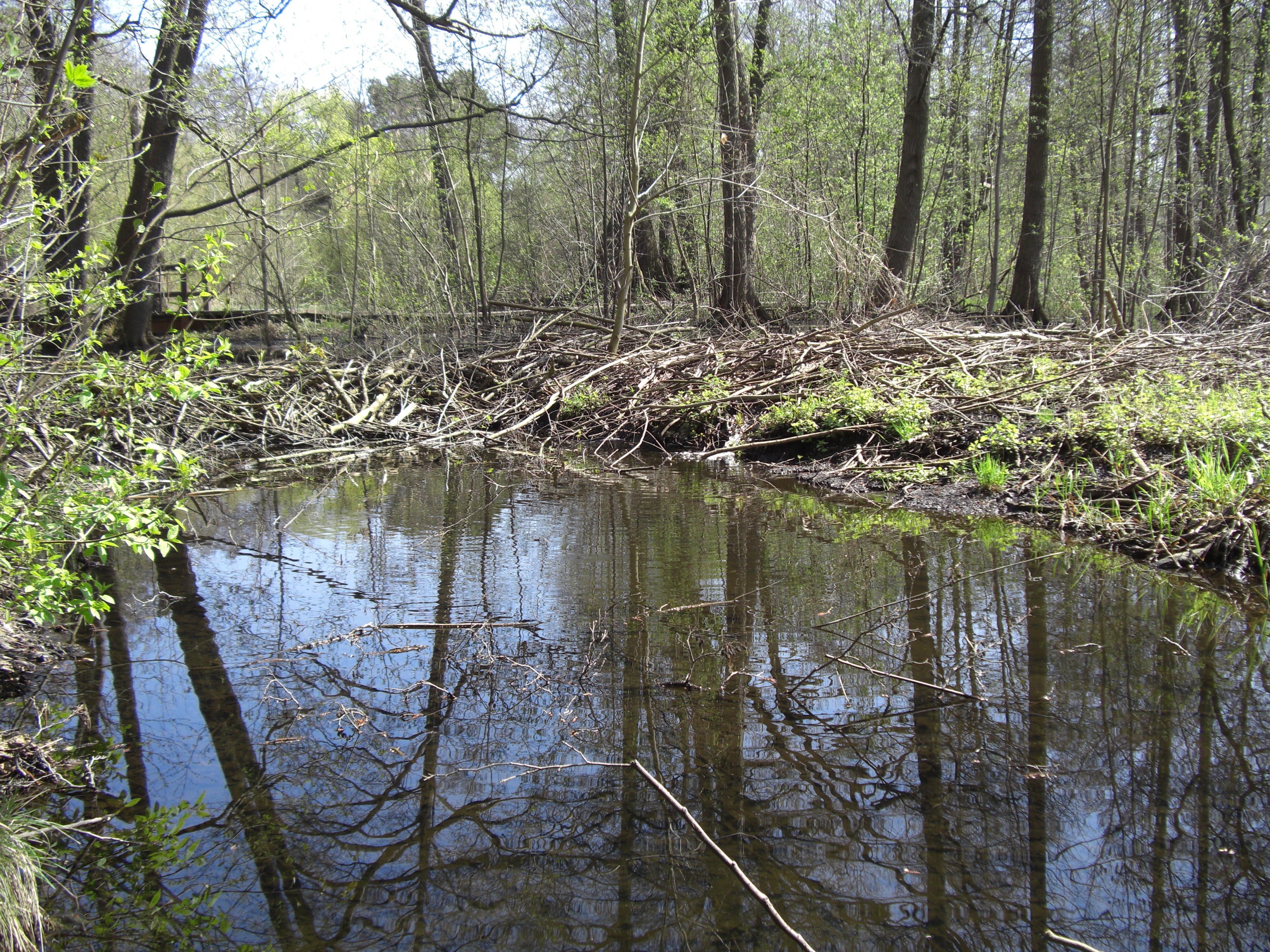
Biberbau nahe der Mündung im Jahr 2010